# Даргомижський Олександр Сергійович
Олекса́ндр Сергі́йович Даргоми́жський (інший варіант правопису — Даргомизький 2 (14) лютого 1813, село Троїцьке, нині Тульської області Росії — 5 (17) січня 1869, Санкт-Петербург) — російський композитор.

## Біографія
Учився співу, грі на фортепіано й скрипці — у Адріана Данилевського. Наприкінці 20 — початку 30-х р. XIX століття видані перші твори Даргомижського (романси, фортепіанні п'єси).
У 1837—1841 він написав першу оперу — «Есмеральда» (за романом В. Гюго «Собор Паризької богоматері»), у якій відбилися романтичні тенденції, характерні для його ранньої творчості.
У 1840-х рр. створив ряд найкращих романсів, у тому числі «Я вас кохав», «Весілля», «Нічний зефір». А також один з центральних творів — оперу «Русалка» (за однойменною драматичній поемі Пушкіна).
З кінця 1850-х рр. широко розгорнулася його музично-громадська діяльність. В 1859 він був обраний членом комітету Російського музичного товариства. У цей час зблизився із групою молодих композиторів, відомої згодом за назвою «Могутня купка»; брав участь у роботі сатиричного журналу «Іскра» (пізніше й «Будільніка»).
У 1860-х рр. Даргомижський звернувся до симфонічного жанру й створив 3 оркестрові п'єси, засновані на народних темах: «Баба-Яга, або З Волги nach Riga» (1862), «Малоросійський козачок» (1864), «Чухонская фантазія» (1867).
У 1864—1865 зробив закордонну поїздку (уперше був за кордоном в 1844—1845), під час якої в Брюсселі виконувалися деякі його добутки. В 1866 він почав працювати над оперою «Кам'яний гість», поставивши новаторське завдання — написати оперу на повний, незмінений текст літературного твору. Робота не була завершена. За заповітом автора незакінчену 1-ю картину дописав Ц. А. Кюї, а інструментував оперу Н. А. Римський-Корсаков.
Був знайомий із Тарасом Шевченком (поет і композитор познайомилися навесні 1858 року в Петербурзі) і Семеном Гулаком-Артемовським — першим виконавцем партії Клода Фролло в опері Даргомижського «Есмеральда» (поставлено 1847 року).

## Творчість
Протягом довгих років ім'я Даргомижського пов'язувалося винятково з оперою «Кам'яний гість» як з твором, який вчинив великий вплив на розвиток російської опери. Опера написана в новаторському для того часу стилі: у ній немає ні арій, ні ансамблів (не рахуючи двох невеликих вставних романсів Лаури), вона цілком побудована на «мелодійних речитативах» та декламуванні, покладеному на музику. Як мету вибору такої мови Даргомижський ставив не лише відображення «драматичної правди», а й художнє відтворення за допомогою музики людської мови з усіма її відтінками та вигинами. Пізніше принципи оперного мистецтва Даргомижського були втілені в операх М. П. Мусоргського  «Борис Годунов» та (особливо яскраво) «Хованщина». Сам Мусоргський поважав Даргомижського і в присвятах декількох зі своїх романсів назвав його «учителем музичної правди».
|                                                              | Без «Кам'яного гостя» не можна уявити собі розвиток російської музичної культури. Саме три опери — «Іван Сусанін», «Руслан та Людмила» і «Кам'яний гість» створили Мусоргського, Римського-Корсакова та Бородіна. «Сусанін» — опера, де головним героєм є народ, «Руслан» — міфічний, глибоко російська сюжет, і «Гість», в якому драма переважає над солодкою красою звучання. |
| — Віктор Коршиков. Ст. А. С. Даргомижський. «Кам'яний гість» | |

Інша опера Даргомижського — «Русалка» — також стала значним явищем в історії російської музики — це перша російська опера в жанрі побутової психологічної драми. У ній автор втілив одну з численних версій легенди про обмануту дівчину, перетворену на русалку, яка мститься своєму кривдникові.
Дві опери щодо раннього періоду творчості Даргомижського — «Есмеральда» та «Торжество Вакха» — чекали своєї першої постановки протягом багатьох років і не користувалися у публіки великою популярністю.
Великим успіхом користуються камерно-вокальні твори Даргомижського. Його ранні романси витримані в ліричному дусі, вигадані в 1840-х роках — випробовують вплив російського музичного фольклору (згодом цей стиль буде використаний в романсах П. І. Чайковського), нарешті, пізні наповнені глибоким драматизмом, пристрастю, правдивістю вирази, з'явившись, таким чином, провісниками вокальних робіт М. П. Мусоргського. У ряді творів яскраво проявився комічний талант композитора: «Черв'як», «Титулярний радник» та ін.
Для оркестру Даргомижський написав чотири твори: «Болеро» (кінець 1830-х), «Баба-Яга», «Козачок» та «Чухонська фантазія» (все — початок 1860-х). Незважаючи на оригінальність оркестрового письма та хорошу оркестровку, вони виконуються достатньо рідко. Ці твори є продовженням традицій симфонічної музики Глінки та однією з основ багатого спадщини російської оркестрової музики, створеного композиторами більш пізнього часу.
У XX столітті інтерес до музики Даргомижського відродився: його опери ставилися в провідних театрах СРСР, оркестрові твори увійшли в «Антологію російської симфонічної музики», записану Є. Ф. Светлановим, а романси стали невід'ємною частиною репертуару співаків. серед музикознавців, які внесли найбільший внесок у дослідження творчості Даргомижського, найвідоміші Анатолій Дроздов та Михайло Пекеліс, автор безлічі праць, присвячених композиторові.
|                                   | Даргомижський весь у нестрункості. Він воліє яскраві характерні та підкреслені властивості. Він прагне схопити моменти рішучі: напруга пристрасті, драматичний конфлікт, гострий мить горя, жаху і болю. Стійкість та спокій у будь-чому йому чужі. Він вміє не лише влучно схопити характерне, але і висміяти те, що його погляд карикатуриста встиг виділити. Іронія — і гірка і жартівлива — його сфера... ...В плані збагачення та освіження музичної мови і в створенні свого роду музичної характерології, Даргомижський виявився сміливішим та різнобічнішим від Глінки, оскільки був композитором, що застав іншу епоху та інстинктивно її віддзеркалив у своїх дивовижних романсах. |
| — Б. В. Асафьев. Російська музика | |

### Твори
Опери
- «Есмеральда». Опера в чотирьох діях на власне лібрето за романом Віктора Гюго «Собор Паризької Богоматері». Написана в 1838—1841 роках. Перша постановка: Москва, Большой театр, 5 (17) грудня 1847 року.
- «Торжество Вакха». Опера-балет за однойменним вірша Пушкіна. Написана в 1843—1848 роках. Перша постановка: Москва, Большой театр, 11 (23) січня 1867 року.
- «Русалка». Опера в чотирьох діях на власне лібрето за однойменною незакінченою п'єсі Пушкіна. Написана в 1848—1855 роках. Перша постановка: Санкт-Петербург, 4 (16) травня 1856 року.
- «Мазепа». Ескізи, 1860 рік.
- «Рогдай». Фрагменти, 1860—1867 роки.
- «Кам'яний гість». Опера в трьох діях на текст однойменної «Маленькій трагедії» Пушкіна. Написана в 1866—1869 роках, закінчена Ц. А. Кюї, оркестрована Н. А. Римським-Корсаковим. Перша постановка: Санкт-Петербург, Маріїнський театр, 16 (28) лютого 1872 року.

Твори для оркестру
- «Болеро». Кінець 1830-х.
- «Баба-Яга» («З Волги в Ригу»). Закінчена 1862 року, вперше виконана 1870 року.
- «Козачок». Фантазія. 1864 рік.
- «Чухонская фантазія». Написана в 1863—1867 роках, вперше виконана 1869 року.

Камерні вокальні твори
- Пісні та романси для двох голосів та фортепіано на вірші російських та зарубіжних поетів, у тому числі «Петербурзькі серенади», а також фрагменти незакінчених опер «Мазепа» та «Рогдай».
- Пісні та романси для одного голосу та фортепіано на вірші російських та зарубіжних поетів: «Старий капрал» (слова В.Курочкіна), «Паладин» (слова Л.Уланда в перекладі В.Жуковського, «Черв'як» (слова П.Беранже в перекладі В.Курочкіна), «Титулярний радник» (слова П.Вейнберга), «Я Вас любив…» (слова А. С. Пушкіна), «Мені сумно» (слова М. Ю. Лермонтова), «Мені минуло шістнадцять років» (слова А.Дельвіга) та інші на слова Кольцова, Курочкіна, Пушкіна, Лермонтова та інших поетів, у тому числі два вставних романсу Лаури із опери «Камінний гість».

## Данина пам'яті

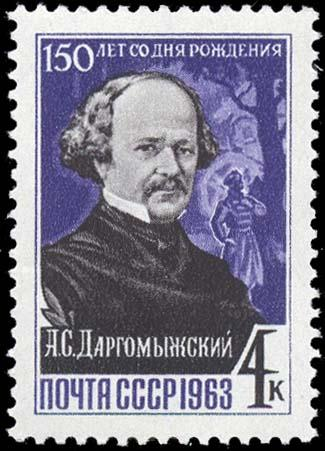
Поштова марка СРСР, 1963

Російська Федерація:
- Пам'ятник на могилі А. С. Даргомижського[ru], встановлений 1961 року в Некрополі майстрів мистецтв на території Олександро-Невської лаври в Санкт-Петербурзі. Скульптор А. І. Хаустов.
- Розташоване в Тулі музичне училище носить ім'я А. С. Даргомижського.
- Недалеко від батьківщини композитора, в селищі Арсеньєва Тульської області, встановлено його бронзовий бюст на мармуровій колоні (скульптор В. М. Іклів, архітектор В. І. Снєгірьов). Це єдиний у світі пам'ятник Даргомижського.
- У Арсеньеві розташований музей композитора.
- Іменем Даргомижського названі вулиця в Липецьку, Нижньому Новгороді.
- На будинку 30 по Моховій вулиці[ru] в Санкт-Петербурзі встановлена меморіальна дошка.
- Ім'я А. С. Даргомижського носить Дитяча школа мистецтв м. Вязьма. На фасаді школи встановлено меморіальну дошка.
- Особисті речі А. С. Даргомижського зберігаються в Вяземському історико-краєзнавчому музеї.
- Іменем «Композитор Даргомижський» був названий теплохід, однотипний з «Композитор Кара Караєв».
- В 1963 році була випущена поштова марка СРСР, яка присвячена Даргомижському.
- Рішенням Смілянського Облвиконкому № 358 від 11 червня 1974 року село Твердуново в Ісаковський сільраді В'яземського району оголошена пам'яткою історії та культури регіонального значення, як місце, де пройшли дитячі роки композитора А. С. Даргомижського.
- 2003 року в колишньому родовому маєтку А. С. Даргомижського — Твердуново, нині урочище в Вяземському районі Смоленської області на його честь встановлено пам'ятний знак.
- У селищі Ісаково В'яземського району Смоленської області ім'ям А. С. Даргомижського названа вулиця.
- На автодорозі Вязьма — Тьомкіна, перед селищем Ісаково, 2007 року встановлено автодорожній покажчик, що показує дорогу в колишній маєток А. С. Даргомижського — Твердуново.

Україна:
Ім'я Даргомижського носять вулиці у Києві, Луцьку, Сумах, Харкові та смт. Шабельківка м. Краматорська.
Казахстан:
Вулиця Даргомижського в Алмати.